# Ново-Бобруйськ
Ново-Бобруйськ (рос. Ново-Бобруйск) — селище Правдинського району, Калінінградської області Росії. Входить до складу Мозирського сільського поселення.
Населення —  245 осіб (2015 рік). 

## Населення
| 2002 | 2010 |
| ---- | ---- |
| 316  | ↘245 |